# Пламен Манасиев
Пламен Тодоров Манасиев е български актьор.

## Ранен живот
Роден е на 12 април 1964 г. в град Бургас.
През 1983 г. завършва Английска езикова гимназия „Гео Милев“, а през 1990 г. ВИТИЗ „Кръстьо Сарафов“ в класа на професор Николай Люцканов.

## Актьорска кариера
От завършването си играе в Театър „София“. Сред някои от ролите му са тези на Орир в „Училище за шутове“ от М. Гилдерод, различни персонажи в „Ноев ковчег“ от Йордан Радичков, Дьони в „Развратникът“ от Ерик-Еманюел Шмит, Лазар в „Любовни булеварди“ от Ст. Цанев, Жулиен Портал в „Хотел между тоя и оня свят“ от Ерик-Еманюел Шмит, Омуртаг в „Конят на Александър Велики“ от Ст. Цанев, Джонатан в „Арсеник и стари дантели“ от Дж. Кесърлинг, Гремио в „Укротяване на опърничавата“ от Шекспир и други. Играл е още и в мюзикъла „Хелоу, Доли“ в драматичен театър „Стефан Македоснки“ ,в „Бурята“ от Уилям Шекспир и “Руи Блас” от Виктор Юго в Народен театър „Иван Вазов“.
Участва в над 20 чуждестранни филмови продукции,сериалите „Стъклен дом“, „Под прикритие“,  филмите „Вила Роза“ ( Награда  за главна мъжка роля на НФА), “Бензин” и много други.

## Театрални роли
- „Най-бедното място на земята“ (Галина Д. Георгиева)
- „Ноев ковчег“ (Йордан Радичков)
- „Училище за шутове“ (М. Гилдерод) - Орир
- „Развратникът“ (Е. Е. Шмит) - Дьони
- „Укротяване на опърничавата“ (Уилям Шекспир) - Гремио
- „Любовни булеварди“ (Стефан Цанев) - Лазар
- „Хотел между тоя и оня свят“ (Е. Е. Шмит) - Жулиен Портал
- „Конят на Александър Велики“ (Стефан Цанев) - Омуртаг
- „Арсеник и стари дантели“ (Джоузеф Кесърлинг) - Джонатан
- „Хелоу, Доли“ (мюзикъл)
- „Бурята“ (Уилям Шекспир)

## Кариера на озвучаващ актьор
Манасиев се занимава активно с озвучаване на реклами, филми и сериали от 1992 г. Първият сериал, за който дава гласа си, е „Манкузо, ФБР“ за БНТ.
По-известни сериали, в които участва, са „Гувернантката“ (дублаж на Арс Диджитал Студио), „Салон Тропическа прическа“, „Шеметен град“ (дублаж на bTV), „Сексът и градът“, „4400“, „Декстър“, „Рокфелер плаза 30“ и „Пасифик“.
Той е гласът на шоуто „Елит“ по БНТ 1 и на готвача Джейми Оливър в българския дублаж на предаванията му по 24 kitchen.
| Актьор           | Заглавия | Роли                                                                                                   |
| ---------------- | --- | --- |
| Брус Уилис       | Плачът на слънцето (дублаж на bTV) Идеалната непозната (дублаж на bTV) | Лейтенант Ей Кей Уотърс Харисън Хил                                                                    |
| Джеф Голдблум    | Джурасик парк Изгубеният свят: Джурасик парк | Д-р Иън Малкълм                                                                                        |
| Кайл Маклоклан   | Семейство Флинтстоун (дублаж на bTV) Сексът и градът (в повечето епизоди е Даниел Цочев) | Клиф Вандеркейв Трей Макдугъл                                                                          |
| Клайв Оуен       | Без миг покой Децата на хората (дублаж на Медиа Линк) Елизабет: Златният век (дублаж на Медиа Линк) Натрапници | Уил Греъм Тео Фарън Сър Уолтър Рали Джон Фароу                                                         |
| Колин Фърт       | Дневникът на Бриджит Джоунс (дублаж на Арс Диджитал Студио) Бриджит Джоунс: На ръба на разума (дублаж на Арс Диджитал Студио)                                                                                                  | Марк Дарси                                                                                             |
| Майкъл Джей Фокс | Тайната на моя успех (дублаж на bTV) Шеметен град | Брантли Фостър Майкъл Флеърти                                                                          |
| Мат Деймън       | Лепнат за теб Рокфелер плаза 30 (в четвърти сезон) | Боб Тенър Карол                                                                                        |
| Матю Макконъхи   | Сексът и градът Вълкът от Уолстрийт | Себе си Марк Хана                                                                                      |
| Пол Уокър        | Бързи и яростни (дублаж на Арс Диджитал Студио) Бързи и яростни 2 (дублаж на Арс Диджитал Студио) | Брайън О'Конър                                                                                         |
| Скот Адсит       | Италианска афера Рокфелер плаза 30 | Актьор в кола Пийт Хорнбъргър                                                                          |
| Ръсел Кроу       | Поверително от Ел Ей (дублаж на bTV) Доказано жив | Уендъл „Бъд“ Уайт Тери Торн                                                                            |
| Том Круз         | Мисията невъзможна Мисията невъзможна 2 Мисията невъзможна 3 | Итън Хънт                                                                                              |
| Уил Смит         | Принцът от Бел Еър Обществен враг | Уилям „Уил“ Смит Робърт Клейтън Дийн                                                                   |
| Чарли Шийн       | Уолстрийт Шеметен град | Бъд Фокс Чарли Кроуфърд                                                                                |
| Хю Грант         | Крайни мерки Девет месеца Нотинг Хил (дублажи на Арс Диджитал Студио и Медиа Линк) Мики Синьото Око Дневникът на Бриджит Джоунс (дублаж на Медиа Линк) Бриджит Джоунс: На ръба на разума (дублаж на Медиа Линк) Маркъс Флорънс | Д-р Гай Лътан Самюъл Фолкнър Уилям Такър Майкъл Фелгейт Даниъл Клийвър Уил Фрийман Сент Клеър Бейфийлд |

## Частична филмография
- La donna e mobile (1993) – Тони
- „Изток - Запад“ (1993) – 2-ри офицер
- „Коледата е възможна“ (2001) – Валентин, майстор
- „Филип“ (тв, 2004) – Тонев
- „Спартак“ (2004) – 3-ти вестоносец
- „Доставчикът“ (2007) – Охрана на летището
- „Фаворитът 3: Изкуплението“ (2010)
- „Стъклен дом“ (2010)
- „Под прикритие“ (2011 – 2016) – Зарев
- „Женени с деца в България“ (2012) – Водещ на геймшоу
- „Вила Роза“ (2013) – Георги Асенов
- „Бензин“ (2017) - Мустака
- „Дамасцена: Преходът“ (2019) - Хасан бей
- „Останалото е пепел“ (2020)
- „Игра на доверие“ (2021)
- „Голата истина за група Жигули“ (2021) – съпругът на Соня
- „Борсови играчи“ (2022)
- „С река на сърцето“ (2022)
- „Игра на доверие“ (2023) – Полковник Тасев

## Личен живот
От 90-те години на 20-ти век до смъртта ѝ на 19 февруари 2024 г. е женен е за арфистката и оперна певица Илияна Селимска, която е дъщеря на известния оперен певец Асен Селимски и пианистката Белина Селимска. Семейството има един син – журналистът Асен Манасиев.